# Junior MasterChef Italia (terza edizione)
La terza stagione del talent show culinario Junior MasterChef Italia è andata in onda dal 10 marzo al 5 maggio 2016 sulla rete televisiva Sky Uno.
A giudicare i piccoli cuochi da quest'anno ci sono Bruno Barbieri, Alessandro Borghese e Gennaro Esposito.

## Concorrenti
| Nome                    | Età | Città                     | Posizione |
| ----------------------- | --- | ------------------------- | --------- |
| Nicolò Momesso          | 11  | Roma                      | 1º        |
| Stefania Diamante Conte | 12  | Cassino (FR)              | 2º        |
| Aisha Ben Thabet        | 11  | Cinisello Balsamo (MI)    | 3/4º      |
| Lorenzo Biagini         | 11  | Carrara                   | 4/3º      |
| Hansika Menegaldo       | 11  | Vittorio Veneto (TV)      | 5/6º      |
| Rodolfo Cazzato         | 12  | San Cesario di Lecce (LE) | 6/5º      |
| Beatrice Merlo          | 9   | Milano                    | 7/8º      |
| Guglielmo Rossato       | 9   | Buttigliera Alta (TO)     | 8/7º      |
| Camilla Nodari          | 11  | Biella                    | 9/10º     |
| Matteo Galasso          | 10  | Siena                     | 10/9º     |
| Francesco Fusco         | 10  | Quattro Castella (RE)     | 11/12º    |
| Gaia Margaretha Aliotta | 9   | Roma                      | 12/11º    |
| Chiara Ferraro          | 10  | Furci Siculo (ME)         | 13/14º    |
| Emanuela Panzica        | 11  | Villabate (PA)            | 14/13º    |
| Gabriele Scimonelli     | 13  | Roma                      | 15/16º    |
| Simone Esposito         | 9   | Napoli                    | 16/15º    |

### Tabella eliminazioni
|             | 2         | 3         | 4       | 5         | 6         | 7         | 8         | 9         | 9         |
| Mystery Box | Stefania  | Stefania  | Rodolfo | Rodolfo   | Stefania  | Stefania  | Aisha     | Nicolò    | Nicolò    |
| Nicolò      | SALVO     | ULTIMI 7  | ULTIMO  | ULTIMI 5  | PRIMO     | ULTIMI 4  | SALVO     | IMMUNE    | VINCITORE |
| Stefania    | SALVO     | PRIMI 7   | SALVO   | ULTIMI 5  | SALVA     | PRIMI 4   | SALVA     | PRIMA     | SECONDA   |
| Aisha       | SALVA     | ULTIMI 7  | SALVA   | PRIMI 5   | SALVA     | PRIMI 4   | IMMUNE    | ELIMINATA |           |
| Lorenzo     | PRIMO     | ULTIMI 7  | SALVO   | ULTIMI 5  | PRIMO     | PRIMI 4   | SALVO     | ELIMINATO |           |
| Hansika     | SALVA     | ULTIMI 7  | SALVA   | PRIMI 5   | SALVA     | PRIMI 4   | ELIMINATA |           |           |
| Rodolfo     | PRIMO     | PRIMI 7   | SALVO   | PRIMI 5   | SALVO     | ULTIMI 4  | ELIMINATO |           |           |
| Beatrice    | SALVA     | PRIMI 7   | SALVA   | ULTIMI 5  | SALVA     | ELIMINATA |           |           |           |
| Guglielmo   | SALVO     | PRIMI 7   | SALVO   | PRIMI 5   | SALVO     | ELIMINATO |           |           |           |
| Camilla     | SALVA     | ULTIMI 7  | PRIMA   | PRIMI 5   | ELIMINATA |           |           |           |           |
| Matteo      | SALVO     | PRIMI 7   | SALVO   | ULTIMI 5  | ELIMINATO |           |           |           |           |
| Francesco   | SALVO     | PRIMI 7   | PRIMO   | ELIMINATO |           |           |           |           |           |
| Gaia        | SALVA     | PRIMI 7   | ULTIMA  | ELIMINATA |           |           |           |           |           |
| Chiara      | SALVA     | ELIMINATA |         |           |           |           |           |           |           |
| Emanuela    | SALVA     | ELIMINATA |         |           |           |           |           |           |           |
| Gabriele    | ELIMINATO |           |         |           |           |           |           |           |           |
| Simone      | ELIMINATO |           |         |           |           |           |           |           |           |

## Dettaglio delle puntate

### Prima puntata
Episodio 1 (Selezioni)
Data: Giovedì 10 marzo 2016
Prende il via la terza stagione di Junior MasterChef Italia: i giudici sono alla ricerca del terzo Junior MasterChef italiano alla Darsena di Milano. 
I 40 aspiranti cuochi dovranno preparare la maionese e in seguito un piatto con quest'ultima. I 20 bambini che hanno realizzato un buon piatto passeranno all'ultima selezione nella cucina di Junior Masterchef, preparando un piatto a loro scelta che sia creativo. Gaia P., Matteo Z., Rosa e Tommaso vengono eliminati. 
Solo 16 bambini sono passati e di conseguenza entrati nella cucina di Junior Masterchef. 

### Seconda puntata
Episodio 2
Data: Giovedì 17 marzo 2016
Partecipanti: Aisha, Beatrice, Camilla, Chiara, Emanuela, Francesco, Gabriele, Gaia, Guglielmo, Hansika, Lorenzo, Matteo, Nicolò, Rodolfo, Simone, Stefania
Mistery Box
- Ingredienti: cozze, pomodorini, coniglio, origano, taralli, cipollotti, limone, finocchietto selvatico, pesce spatola, colatura di alici.

- Piatti migliori: Lorenzo, Aisha e Stefania

- Vincitore: Stefania

Invention Test
- Tema: le paste.

- Proposte: pasta sfoglia, pasta lievitata, pasta fillo (Stefania ha il vantaggio di scegliere quale pasta cucinare, e sceglie la pasta sfoglia).

- Piatti migliori: Rodolfo e Lorenzo.

- Eliminati: Simone e Gabriele

### Terza puntata
Episodio 3
Data: Giovedì 24 marzo 2016
Partecipanti: Aisha, Beatrice, Camilla, Chiara, Emanuela, Francesco, Gaia, Guglielmo, Hansika, Lorenzo, Matteo, Nicolò, Rodolfo, Stefania
- Prova in esterna
  - Sede: Teglio
  - Squadra blu: Rodolfo (caposquadra), Stefania, Beatrice, Gaia, Francesco, Guglielmo e Matteo
  - Squadra rossa: Lorenzo (caposquadra), Aisha, Camilla, Hansika, Nicolò, Chiara ed Emanuela
  - Piatti del menù: tre piatti tipici della Valtellina, cioè i Pizzoccheri, gli Sciatt e la Polenta Taragna.
  - Vincitore: Squadra blu.
- Pressure Test
  - Sfidanti: Lorenzo, Aisha, Nicolò, Chiara ed Emanuela (Lorenzo sceglie di salvare Camilla e i giudici scelgono di salvare Hansika)
  - Prima prova: riconoscere 20 ingredienti dalla lista della spesa (si salva Aisha).
  - Seconda prova: cucinare un piatto con 7 ingredienti, cioè i broccoli, i pomodori, il pecorino sardo, i malloreddus, lo zafferano, la salsiccia e i cannolicchi (si salvano Nicolò e Lorenzo).
  - Eliminati: Chiara ed Emanuela

### Quarta puntata
Episodio 4
Data: Giovedì 31 marzo 2016
Partecipanti: Aisha, Beatrice, Camilla, Francesco, Gaia, Guglielmo, Hansika, Lorenzo, Matteo, Nicolò, Rodolfo, Stefania
Mistery Box
- Ingredienti: controfiletto di manzo, speck d'anatra, parmigiano, prosciutto di tonno, lardo di colonnata, provolone, aglio nero, pomodori secchi, bottarga di muggine, amarene in sciroppo (ingredienti tutti stagionati da accompagnare ad ingredienti freschi).
- Piatti migliori: Rodolfo e Stefania.
- Vincitore: Rodolfo.

Invention Test
- Tema: cucina internazionale.
- Proposte: puchero (cucina uruguayana), sushi (cucina giapponese), pollo con salse e contorni di verdure (cucina indiana). Rodolfo ha il vantaggio di scegliere quale piatto cucinare, e sceglie il sushi. I concorrenti dovranno cucinare il piatto in coppie scelte da Rodolfo (che ha due vantaggi per aver vinto la Mistery Box) e lavorare a staffetta.
- Coppia migliore: Camilla e Francesco.
- Coppia peggiore: Gaia e Nicolò (i due concorrenti non vengono eliminati, ma affronteranno direttamente il Pressure Test).

### Quinta puntata
Episodio 5
Data: Giovedì 7 aprile 2016
Partecipanti: Aisha, Beatrice, Camilla, Francesco, Guglielmo, Hansika, Lorenzo, Matteo, Rodolfo, Stefania
- Prova a squadre
  - Ospiti: Loretta Fanella (Squadra Blu) e Ilaria Ferrè (Squadra Rossa)
  - Squadra blu: Camilla (caposquadra), Aisha, Hansika, Rodolfo e Guglielmo
  - Squadra rossa: Francesco (caposquadra), Stefania, Lorenzo, Beatrice e Matteo
  - Sfida: cucinare per 20 dei migliori Pasticcieri Italiani.
  - Vincitore: Squadra blu.
- Pressure Test
  - Sfidanti: Francesco, Stefania, Lorenzo, Beatrice, Matteo, Gaia, Nicolò (I Giudici decidono che Stefania affronterà il Pressure Test Light. Inoltre Stefania potrà scegliere un componente della sua squadra da portare con sé al duello, e sceglie Lorenzo).
  - Prova: Tagliare una carota in 3 modi diversi: alla Brunoise, alla Julienne e alla Mille punti. Stefania sceglie il taglio alla Julienne e si salva.
  - Sfidanti: Francesco, Lorenzo, Beatrice, Matteo, Gaia e Nicolò.
  - Prima prova: Preparare una Concasse di Pomodori (si salvano Nicolò e Lorenzo).
  - Seconda prova: preparare degli Spaghetti con la Concasse di Pomodori (si salvano Matteo e Beatrice).
  - Eliminati: Gaia e Francesco.

### Sesta puntata
Episodio 6
Data: Giovedì 14 aprile 2016
Partecipanti: Aisha, Beatrice, Camilla, Guglielmo, Hansika, Lorenzo, Matteo, Nicolò, Rodolfo, Stefania
Mistery Box
- Sfida: preparare un piatto con diversi tipi di Filetti.
- Piatti migliori: Nicolò (Filetto di Ventresca), Stefania (Filetto di Cervo), Beatrice (Filetto di Cernia), Guglielmo (Filetto di Maialino Nero).

- Vincitore: Stefania.

Invention Test
- Tema: gli ingredienti preferiti dai giudici (Stefania può scegliere quale carrello con gli ingredienti assegnare a ogni suo compagno, e sceglie: per sé, per Aisha, per Guglielmo e per Nicolò il carrello dello Chef Esposito; per Beatrice, Lorenzo e Rodolfo il carrello dello Chef Barbieri; per Hansika, Camilla e Matteo il carrello dello Chef Borghese).

- Piatti migliori: Nicolò e Lorenzo

- Eliminati: Matteo e Camilla

### Settima puntata
Episodio 7
Data: Giovedì 21 aprile 2016
Partecipanti: Aisha, Beatrice, Guglielmo, Hansika, Lorenzo, Nicolò, Rodolfo, Stefania
- Prova in esterna
  - Sede: Disneyland Paris
  - Squadra blu: Nicolò (caposquadra), Rodolfo, Guglielmo e Beatrice (Nicolò, vincendo la prova del labirinto, inizierà a cucinare insieme alla sua squadra 10 minuti prima)
  - Squadra rossa: Lorenzo (caposquadra), Stefania, Aisha e Hansika.
  - Sfida: preparare piatti di cibo da strada.
  - Vincitore: Squadra rossa.
- Pressure Test
  - Sfidanti: Nicolò, Rodolfo, Guglielmo e Beatrice
  - Prima prova: indovinare piatti tradizionali per ogni regione (si salva Rodolfo).
  - Seconda prova: cucinare l'acqua cotta, scelta da Rodolfo per aver vinto la prima prova (si salva Nicolò).
  - Eliminati: Beatrice e Guglielmo.

### Ottava puntata
Episodio 8
Data: Giovedì 28 aprile 2016
Partecipanti: Aisha, Hansika, Lorenzo, Nicolò, Rodolfo, Stefania 
Mistery box
- Ingredienti: uova, farina, patate e burro insieme ad altri sei ingredienti (nascosti in altre Mistery Box) indovinati da ogni concorrente attraverso i sensi dell'olfatto, del gusto e del tatto (pomodori, capesante, spinaci, ricotta stagionata, fiore del cappero, ceci).

- Sfida: preparare un piatto usando gli ingredienti della prima Mistery Box insieme a tutti gli ingredienti indovinati da ciascun concorrente tra quelli presenti nelle altre Mistery Box.

- Piatti migliori: Aisha, Rodolfo, Stefania

- Vincitore: Aisha (accede direttamente alla semifinale)

Invention Race
- Prima prova
  - Partecipanti: Hansika, Lorenzo, Nicolò, Rodolfo, Stefania
  - Sfida: preparare un piatto che abbia come protagonista un ingrediente scelto da ogni concorrente fra tre ortaggi contenuti in tre cloches (sedano rapa, patata dolce e cavolo nero).
  - Vincitore: Nicolò

- Seconda prova
  - Partecipanti: Hansika, Lorenzo, Rodolfo, Stefania
  - Sfida: preparare un piatto che abbia come protagonista un ingrediente scelto da ogni concorrente tra due frutti contenuti in due cloches (mango e noci pecan).
  - Vincitore: Stefania

- Terza prova
  - Partecipanti:  Hansika, Lorenzo, Rodolfo
  - Sfida: preparare un piatto che abbia come protagonista un ingrediente crudo scelto da ogni concorrente fra tre di essi contenuti in tre cloches (ricciola, gamberi rossi, filetto di fassona).
  - Vincitore: Lorenzo

- Eliminati: Hansika e Rodolfo

### Nona puntata
Data: Giovedì 5 maggio 2016

#### Episodio 9 (Semifinale)
Partecipanti: Aisha, Lorenzo, Nicolò, Stefania
- Prova in esterna
  - Sede: Piemonte, Villa Crespi
  - Ospite: Antonino Cannavacciuolo
  - Piatti realizzati: Capesante con funghi, salsa al cerfoglio, crema d'aglio e terra di grano arso (Nicolò), Fagottini di pasta ai fiori con colatura di pomodori e crudo di seppie (Lorenzo), Spezzatino di pesce con schiuma di mare, salsa di yogurt e buccia di rapanelli (Stefania), Bonet al cioccolato e amaretti con gelato al fior di latte, salsa al caramello, cremoso di caramello e cialda di amaretti (Aisha).
  - Vincitore: Nicolò
- Pressure Test
- Sfidanti: Aisha, Lorenzo, Stefania
  - Prima prova
    - Sfida: preparare in 10 minuti quante più possibili uova in camicia.
    - Uova in camicia preparate correttamente dai concorrenti: 3 (Lorenzo), 4 (Stefania), 2 (Aisha).

  - Seconda prova
    - Sfida: preparare un piatto usando un metodo di cottura scelto attraverso la vendita del tempo che ciascun concorrente ha a disposizione, cioè 30 minuti ai quali ne sono aggiunti 10 per ogni uovo in camicia cucinato bene da ciascuno.
    - Tempo finale di ciascun concorrente: 33 minuti per Stefania che ne ha venduti 37 dei suoi 70 per il metodo di cottura della frittura; 40 minuti per Aisha che ne ha venduti 10 dei suoi 50 per la cottura a vapore; 55 minuti per Lorenzo che ne ha venduti 5 dei suoi 60 per la cottura sottovuoto.
    - Migliore: Stefania
    - Eliminati: Aisha e Lorenzo

#### Episodio 10 (Finale)
Partecipanti: Nicolò, Stefania
- Ristorante di Junior Masterchef
  - Sfida: preparare in due ore un menù di quattro portate (un antipasto, un primo, un secondo e un dolce) e servire ogni portata in un'altra ora seguendo un intervallo di 15 minuti per ciascuna. I due concorrenti potranno chiedere aiuto ai vincitori delle scorse edizioni di Junior Masterchef Italia (Emanuela Tabasso e Andrea Picchione), ma solo 10 minuti per ogni ora. Nicolò sceglie Andrea, mentre Stefania sceglie Emanuela.
  - Menù di Nicolò: Tartare di gambero rosso, avocado, cipolla di tropea e taralli, Ravioli ripieni di zabaione di pecorino con trippa di baccalà, Triglia con crema di sedano e centrifuga di mela verde, Semifreddo ai fichi e salsa al frutto della passione.
  - Menù di Stefania: Gamberi cotti e crudi con cialda di quinoa, cremoso di capra e menta e sferificazione di menta, Ravioli di ostriche e porro con spuma di ravanello e clorofilla di prezzemolo, Piccione ripieno di foie gras e tartufo nero su verdurine, Mousse all'ananas con brownie e cupola di caramello.
  - Vincitore della terza edizione di Junior Masterchef Italia: Nicolò Momesso.

## Ascolti
| Episodi        | Sky Uno        | Sky Uno        | Sky Uno | Totale telespettatori nei sette giorni Sky Uno |
| Episodi        | Messa in onda  | Telespettatori | Share   | Totale telespettatori nei sette giorni Sky Uno |
| -------------- | -------------- | -------------- | ------- | ---------------------------------------------- |
| 1 (Provini)    | 10 marzo 2016  | 345 000        | 1,25%   | 902 174                                        |
| 2              | 17 marzo 2016  | 334 000        | 1,23%   | 726 739                                        |
| 3              | 24 marzo 2016  | 222 000        | 0,87%   | 576 690                                        |
| 4              | 31 marzo 2016  | 316 305        | N.D.    | 658 620                                        |
| 5              | 7 aprile 2016  | 343 486        | N.D.    | N.D.                                           |
| 6              | 14 aprile 2016 | 227 321        | N.D.    | 705 120                                        |
| 7              | 21 aprile 2016 | 207 000        | 0,75%   | N.D.                                           |
| 8              | 28 aprile 2016 | 345 571        | N.D.    | N.D.                                           |
| 9 (Semifinale) | 5 maggio 2016  | 430 450        | N.D.    | N.D.                                           |
| 10 (Finale)    | 5 maggio 2016  | 448 677        | N.D.    | N.D.                                           |